# Bahli
Bahli és una serralada muntanyosa a l'Índia, a l'estat d'Himachal Pradesh.
Es desenvolupa en direcció nord-oest cap a l'Himalaia des del riu Sutlej. En un cim hi ha un interessant fort rectangular. A aquestes muntanyes neix el riu Naugarrikhola. Reben el nom del poble de Bahli.